# Pieśni ojczyźniane
Pieśni ojczyźniane – album studyjny polskiego zespołu pop-rockowego Kukiz i Piersi. Wydawnictwo ukazało się 25 kwietnia 2000 roku nakładem wytwórni muzycznej Pomaton EMI. Gościnnie w nagraniach wzięli udział m.in. Maciej Gładysz, Dominika Kurdziel oraz bracia Łukasz i Paweł Golcowie.

## Lista utworów
Opracowano na podstawie materiału źródłowego.
1. „Szał” (muz. i sł. Paweł Kukiz) - 4:16
2. „Po tamtej stronie i obok ciebie” (muz. i sł. Paweł Kukiz) - 3:24
3. „Pobłogosław biednym” (muz. i sł. Paweł Kukiz) - 2:37
4. „Policja” (muz. i sł. Paweł Kukiz, Wojciech Cieślak)  - 4:00
5. „Ty dałaś mi wyrok” (muz. i sł. Paweł Kukiz, Marek Kryjom) - 4:07
6. „Miasteczko South Park” (muz. i sł. Paweł Kukiz) - 3:00
7. „Tańczę” (muz. i sł. Paweł Kukiz) - 4:47
8. „Lecą bociany” (muz. i sł. Paweł Kukiz, Krzysztof Wiercigroch, Wojciech Cieślak) - 4:47
9. „Rowerek” (muz. i sł. Paweł Kukiz, Krzysztof Wiercigroch, Wojciech Cieślak) - 1:57
10. „Mówię do widzenia” (muz. i sł. Paweł Kukiz, Marek Kryjom) - 4:01
11. „Państwo wielkiej powszechnej niemocy” (muz. i sł. Paweł Kukiz) - 2:40
12. „Młode tłoki” (muz. i sł. Paweł Kukiz) - 4:58
13. „Żywot staruszka - track nadplanowy” (muz. i sł. Paweł Kukiz, Marek Sośnicki, Witold Karolak) - 3:49

## Twórcy
Opracowano na podstawie materiału źródłowego.
| Zespół Kukiz i Piersi w składzie - Marek Kryjom - gitara akustyczna, wokal - Zbigniew „Dziadek” Moździerski - gitara basowa - Krzysztof Wiercigroch - perkusja - Wojciech Cieślak - gitara elektryczna, gitara akustyczna, gitara basowa - Paweł Kukiz - wokal, instrumenty klawiszowe, loopy | Dodatkowi muzycy - Krystian Broniarz - saksofon - Maciej Gładysz - gościnnie gitara - Łukasz Golec - gościnnie trąbka - Paweł Golec - gościnnie puzon - Kacper Kryjom - gościnnie wokal - Natalia Kryjom - gościnnie wokal - Dominika Kurdziel - gościnnie wokal - Adam Lomiana - instrumenty klawiszowe - Liroy - gościnnie rap - Artur Włodkowski - saksofon |